# فيلتشوفتسي
فيلتشوفتسي (بالبلغارية: Велчовци)‏ قرية تقع إدارياً ضمن تريافنا في بلغاريا. ويبلغ عدد سكانها 4 نسمة حسب تعداد 15 مارس 2015. تعتمد فيلتشوفتسي للبريد على الرمز البريدي 5367.